# Coupe J.-Ross-Robertson
La coupe J.-Ross-Robertson est remise annuellement à la franchise de hockey sur glace qui gagne les séries éliminatoires de la Ligue de hockey de l'Ontario. John Ross Robertson fut le président de l'Association de hockey de l'Ontario de 1901 à 1905

## Palmarès par années
Les équipes en gras ont gagné par la suite la finale de la Ligue canadienne de hockey et remporté la Coupe Memorial.
| 1933-1934 - St. Michael's Majors           | 1970-1971 - Black Hawks de Saint Catharines |
| 1934-1935 - Greenshirts de Kitchener       | 1971-1972 - Petes de Peterborough           |
| 1935-1936 - Nationals de West Toronto      | 1972-1973 - Marlboros de Toronto            |
| 1936-1937 - St. Michael's Majors           | 1973-1974 - Black Hawks de Saint Catharines |
| 1937-1938 - Generals d'Oshawa              | 1974-1975 - Marlboros de Toronto            |
| 1938-1939 - Generals d'Oshawa              | 1975-1976 - Fincups de Hamilton             |
| 1939-1940 - Generals d'Oshawa              | 1976-1977 - 67 d'Ottawa                     |
| 1940-1941 - Generals d'Oshawa              | 1977-1978 - Petes de Peterborough           |
| 1941-1942 - Generals d'Oshawa              | 1978-1979 - Petes de Peterborough           |
| 1942-1943 - Generals d'Oshawa              | 1979-1980 - Petes de Peterborough           |
| 1943-1944 - Generals d'Oshawa              | 1980-1981 - Rangers de Kitchener            |
| 1944-1945 - St. Michael's Majors           | 1981-1982 - Rangers de Kitchener            |
| 1945-1946 - St. Michael's Majors           | 1982-1983 - Generals d'Oshawa               |
| 1946-1947 - St. Michael's Majors           | 1983-1984 - 67 d'Ottawa                     |
| 1947-1948 - Flyers de Barrie               | 1984-1985 - Greyhounds de Sault Ste. Marie  |
| 1948-1949 - Flyers de Barrie               | 1985-1986 - Platers de Guelph               |
| 1949-1950 - Biltmore Mad Hatters de Guelph | 1986-1987 - Generals d'Oshawa               |
| 1950-1951 - Flyers de Barrie               | 1987-1988 - Spitfires de Windsor            |
| 1951-1952 - Biltmore Mad Hatters de Guelph | 1988-1989 - Petes de Peterborough           |
| 1952-1953 - Flyers de Barrie               | 1989-1990 - Generals d'Oshawa               |
| 1953-1954 - Teepees de Saint Catharines    | 1990-1991 - Greyhounds de Sault Ste. Marie  |
| 1954-1955 - Marlboros de Toronto           | 1991-1992 - Greyhounds de Sault Ste. Marie  |
| 1955-1956 - Marlboros de Toronto           | 1992-1993 - Petes de Peterborough           |
| 1956-1957 - Biltmore Mad Hatters de Guelph | 1993-1994 - Centennials de North Bay        |
| 1957-1958 - Marlboros de Toronto           | 1994-1995 - Red Wings Junior de Detroit     |
| 1958-1959 - Petes de Peterborough          | 1995-1996 - Petes de Peterborough           |
| 1959-1960 - Teepees de Saint Catharines    | 1996-1997 - Generals d'Oshawa               |
| 1960-1961 - St. Michael's Majors           | 1997-1998 - Storm de Guelph                 |
| 1961-1962 - Red Wings de Hamilton          | 1998-1999 - Bulls de Belleville             |
| 1962-1963 - Flyers de Niagara Falls        | 1999-2000 - Colts de Barrie                 |
| 1963-1964 - Marlboros de Toronto           | 2000-2001 - 67 d'Ottawa                     |
| 1964-1965 - Flyers de Niagara Falls        | 2001-2002 - Otters d'Érié                   |
| 1965-1966 - Generals d'Oshawa              | 2002-2003 - Rangers de Kitchener            |
| 1966-1967 - Marlboros de Toronto           | 2003-2004 - Storm de Guelph                 |
| 1967-1968 - Flyers de Niagara Falls        | 2004-2005 - Knights de London               |
| 1968-1969 - Juniors de Montréal            | 2005-2006 - Petes de Peterborough           |
| 1969-1970 - Juniors de Montréal            | 2006-2007 - Whalers de Plymouth             |
| 2007-2008 - Rangers de Kitchener           | 2008-2009 - Spitfires de Windsor            |
| 2009-2010 - Spitfires de Windsor           | 2010-2011 - Attack d'Owen Sound             |
| 2011-2012 - Knights de London              | 2012-2013 - Knights de London               |
| 2013-2014 - Storm de Guelph                | 2014-2015 - Generals d'Oshawa               |
| 2015-2016 - Knights de London              | 2016-2017 - Otters d'Érié                   |
| 2017-2018 - Bulldogs de Hamilton           | 2018-2019 - Storm de Guelph                 |
| 2019-2020 - Non décerné                    | 2020-2021 - Non décerné                     |
| 2021-2022 - Bulldogs de Hamilton           | 2022-2023 - Petes de Peterborough           |
| 2023-2024 - Knights de London              |                                             |